# カール・アンダーソン (プロレスラー)
カール・アンダーソン（Karl Anderson、1980年1月20日 - ）は、アメリカ合衆国ミシガン州デトロイト出身の男性プロレスラー。新日本プロレス所属。血液型AB型。ノースカロライナ州アシュビル育ち。
コール時や試合中にマシンガンを放つポーズを決める事から、ザ・マシンガン（The Machine Gun）の異名を持つ。右肩にはタトゥーを入れている。

## 来歴

### インディー団体
少年時代は野球やフットボール、バスケットボールに打ち込み、特に野球についてはリトルリーグから競技に勤しみ、進学した高校でも野球部に入り、進学した大学からは野球で奨学金をもらっている。。しかし、大学2年の時、レスリングスクールのコマーシャルを目にして心の奥にしまっていた「プロレスラーになりたい」という思いを抑えきれなくなり、大学を中退。なお、プロレス興味を持ったのは、5歳の時TVの中継番組で目にしたリック・フレアーに憧れたからとのこと。
大学中退後、MPW（メインイベント・プロ・レスリング）が主催するレスリングキャンプに参加し、WWF（現：WWE）の元レフェリーのロジャー・ラフィンに指導を受け2002年5月、ノーザン・レスリング・フェデレーションのリングでデビュー。デビュー時対戦相手は後にTNAのスター選手となるアビス。
以降、複数のNWA系のローカル団体に出場して、キャリアを積み重ねていた所、新日本プロレスLA道場の関係者にスカウトされ、2006年1月よりロサンゼルスに拠点を移す。この頃、類似の経歴（米国ローカル団体からのステップアップ）でロス生活をスタートさせたプリンス・デヴィットや、米国遠征に来ていた中邑真輔、ロス道場でトレーニングしていたケンドー・カシンなどと面識をもつ。
その後、新日本の経営計画の再編を理由にロス道場が閉鎖されることが決まり、PWG、ROHを転戦。また、寝泊まりしていた道場閉鎖に伴い住まいを失ったアンダーソンは、しばらくの間ロス道場の同僚であったロッキー・ロメロの家に居候していた。2007年7月、空位となったNWA世界タッグ王座を巡る王者決定戦に参加。ジョーイ・ライアンと組み、これを制して獲得している。
ローカル団体を転戦していく内に、周囲の評価が高まりつつあったものの、自身はレスラーとしての限界を考えており、大学に通いなおす道も検討した。
そんなアンダーソンの所に、日本に渡り実績を積み重ねていたデヴィットより「試合しているVTRを送ってほしい」との連絡が入る。言われるがままに日本にVTRを送付、すると新日本プロレスより「3カ月契約で日本に来てほしい」とスカウトが入り（日本側ではプリンス・デヴィットの他後述の通り永田裕志からの推薦もあったとのこと） 来日のチャンスを得る。

### 新日本プロレス
2008年2月27日、NEW JAPAN CUP（以降NJC）を欠場することになった永田裕志によりクラシカルレスリングの技術を買われ、推薦出場する大抜擢を受ける。3月9日の金本浩二戦で日本デビューを飾った。4月13日にヒールユニット「G・B・H」を経て、2009年4月より「CHAOS」の一員として活動する。また、同ユニットに所属しているジャイアント・バーナードとのタッグ「BAD INTENTIONS」を結成し、タッグ戦線に参入。6月20日、DOMINION6.20にて、チーム3D（ブラザー・レイ、ブラザー・ディーボン組）が保持するIWGPタッグ王座に初挑戦。敗れはしたものの健闘を見せた。
10月中旬に行われたG1 TAG LEAGUEでは全勝でブロック通過し、決勝トーナメントへ進出。決勝でApollo 55（田口隆祐&プリンス・デヴィット組）を撃破し、大会史上初の全勝優勝を果たした。11月8日にチーム3DとIWGPタッグ王座を賭けて対戦。終盤、4人共が場外乱闘を繰り広げ、両者リングアウト裁定となった。

#### 2010年 - 2012年
2010年3月のNEW JAPAN CUPでは、NO LIMITの内藤哲也に敗戦し、精彩を欠く。さらに、シリーズ最終戦の6人タッグマッチ試合後、タッグを組んでいた矢野通から駄目出しを食らってしまい、不穏な関係へと発展。そして4月4日、矢野、飯塚高史と組み棚橋弘至、高橋裕二郎、内藤組と対戦。棚橋からフォールを奪われると、矢野から椅子攻撃の制裁を受け、CHAOSから追放された。
6月19日、DOMINION6.19にて、IWGPタッグ王座を保持する青義軍（永田裕志、井上亘組）、NO LIMITとイリミネーション形式の3WAYタッグマッチで対戦。井上からピンフォール勝ちを収めると、バーナードと共に第57代王者となる。以降、タッグ王者としてリマッチを申し入れてきた青義軍、NO LIMITを退け、2011年に入るとビアマネーインク（ジェームス・ストーム&ロバート・ルード組）、日墨マッスルオーケストラ（中西学&ストロングマン組）と数々のタッグチームを相手に防衛を積み重ねていった。
6月18日、DOMINION6.18にてプロレスリング・ノアの高山善廣&佐野巧真組の保持するGHCタッグ王座と自身のベルトを賭けたダブルタイトルマッチで対戦。これに勝利し、IWGPタッグ王座最多防衛記録を樹立、並びに第22代GHCタッグ王者として二冠王に君臨した。

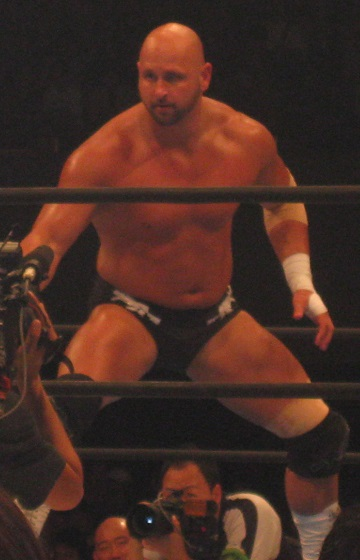
2012年

2012年1月4日、レッスルキングダムVIで、テンコジ（天山広吉&小島聡組）と対戦。バーナードが天山からピンフォール負けを喫し、長らく保持していたIWGPタッグ王座を手放す。その後、バーナードが新日本を離脱し、WWEに戻ったため、BAD INTENTIONSとしての活動を休止。同時期に開催されたNJCで中邑真輔から勝利を収めたのを皮切りにシングルプレーヤーとして頭角を現し始める。
8月、G1 CLIMAXの最終戦で棚橋弘至を下し、外国人選手としては第2回のリック・ルード以来となる決勝進出を果たす。決勝戦でオカダ・カズチカと対峙するも、準優勝に終わる。それから程なくしてIWGPヘビー級王座挑戦権利証を賭けた試合でオカダとのリターンマッチが組まれるも、ここでも敗北を喫する。
11月20日より開催されたWORLD TAG LEAGUEには、後藤洋央紀とのタッグで出場。Aブロックを2位通過して準決勝に生き残り、12月2日の準決勝でテンコジ、決勝でK.E.S.（ランス・アーチャー&デイビーボーイ・スミスJr.組）を下し、タッグリーグ名称変更後初の覇者となる。

#### 2013年 - 2016年
2013年2月10日、THE NEW BEGINNINGにて、IWGPヘビー級王座を保持する棚橋弘至から指名を受ける形で同王座に初挑戦するも、獲得には至らず。
5月3日、レスリングどんたくにて、IWGP王座から陥落した棚橋と再びシングルマッチで対戦するも、敗退。この試合後、プリンス・デヴィットとバッドラック・ファレが乱入し、棚橋を強襲。この襲撃に加担する形で、棚橋にガン・スタンを喰らわせて、デヴィットらと共闘。新ユニット「BULLET CLUB（以下BC）」に加入し、二度目のヒールターンを果たす。
以降、デヴィットのサポートに徹するポジションに収まりつつあったが、10月14日、KING OF PRO-WRESTLINGのメインイベント終了後、IWGPヘビー級王座の防衛に成功したオカダ・カズチカを背後から襲撃し、同王座の挑戦をアピール。11月9日、POWER STRUGGLEにて、自身二度目となるIWGP王座に挑戦し、オカダと対戦。BCのセコンド陣の乱入で試合を有利に進めていたが、最後はレインメーカーでピンフォール負けを喫した。
11月23日、BCの新メンバーとして加入したドク・ギャローズとタッグを結成し、WORLD TAG LEAGUEにエントリー。着実に勝利を積み重ねていき、決勝トーナメントに進出。12月8日愛知大会にて、準決勝でG・B・H（真壁刀義&本間朋晃組）を制し、決勝でテンコジ（天山広吉&小島聡組）と対戦。最後は天山からピンフォール勝ちを収め、前年度に続き同大会を優勝した。
2014年1月4日、レッスルキングダム8に、ギャローズとのタッグで出場。K.E.S.（ランス・アーチャー&デイビーボーイ・スミスJr.組）の保持するIWGPタッグ王座に挑戦。マジックキラーでアーチャーから勝利を収め、第64代王者となった。
2016年2月20日、ドク・ギャローズとともに正式に新日本プロレスを退団。

### WWE

#### 2016年
2016年4月11日、WWE・RAWにてウーソズ（ジェイ・ウーソ & ジミー・ウーソ） vs ソーシャル・アウトキャスト（カーティス・アクセル & ヒース・スレイター）の試合後に勝利したウーソズが勝ち名乗りを上げている際にバックステージよりギャローズと共に登場。リング内へと駆け込み襲撃するとジミーにマジックキラーを仕掛け、なおも場外で追撃を加えているところにレフェリーより静止されるとギャローズと手で拳銃のサインを見せてリングを後にした。同月18日、RAWにて新日本プロレス時代のBULLET CLUBの仲間であったAJスタイルズとバックステージで再会。スタイルズからWWEに紹介してもらった事に感謝しつつ、今後サポートしていく事を約束。WWE世界ヘビー級王座を保持するロマン・レインズとスタイルズがリング上でのプロモーション終了後、レインズを襲撃した。同月25日、RAWにてギャローズと組んでウーソズを相手にWWEデビュー戦を行う。序盤より攻めて試合の主導権を握るが後半から粘るウーソズに手を患いつつ、リングから場外に向かってギャローズにスーサイド・ダイブを仕掛けたジミーを捕まえてリング内へ投げ入れると最後にギャローズのビッグブートからマジックキラーを決めて勝利。試合後、決着が着いているにもかかわらずウーソズを襲撃しているところにレインズの介入に遭い引き上げた。また、同日のレインズ vs スタイルズにて乱入するがスタイルズに止められた隙を突かれスーパーマンパンチを喰らったものの最後にスタイルズがフェノメナール・フォアアームを決めて試合が終了した。

#### 2017年
2017年1月29日、Royal Rumble 2017 Kickoffにてギャローズと組んでWWEロウタッグ王座を保持するセザーロ & シェイマスに挑戦。終盤に両チームともリング内で入り乱れている中でシェイマスにマジックキラーを決めてリングから追い出すが、ギャローズがセザーロにクローズラインを喰らい場外に追い出された隙に背後から丸め込み3カウントを奪って勝利。ベルトを奪取した。

#### 2019年
2019年7月29日、RAWでWWEロウタッグ王者チームのザ・リバイバル（スコット・ドーソン & ダッシュ・ワイルダー）にウーソズとトリプルスレットマッチ形式の王座戦に挑む。終盤に3チーム入り乱れる展開から自身がジェイ・ウーソをスパイン・バスターで排除すると最後にジミー・ウーソにマジックキラーを決めて勝利。王座を戴冠した。

#### 2020年
2020年4月15日、2019新型コロナウイルス感染拡大の影響によってWWEの経営環境が悪化したため、アンダーソンを含むWWE所属の選手やレフェリーら20人が解雇された。
7月18日、インパクト・レスリングと契約したことを発表。

### インパクト・レスリング / AEW / 新日本プロレスを経てWWE復帰

#### 2022年
3月頃に、アメリカで1年間活動していたジェイ・ホワイトと共に、ケニー・オメガ時代まで活動していたBULLET CLUBへ再加入した。
5月1日、福岡大会にて、チームメイトのEVILからNEVER無差別級王座を奪取したタマ・トンガを襲撃。王座に挑戦表明した。
6月12日の大阪城ホール大会にてタマを下し、新日本で自身初となるシングル王座を獲得。その後、9月25日の神戸大会で棚橋弘至を下し初防衛に成功すると、試合直後にBULLET CLUBを裏切ったヒクレオとの遺恨が生まれ、11月5日の大阪大会でのNEVER無差別級選手権試合が発表された。
しかし、アンダーソンは10月8日（米国時間）にWWEに復帰し、AJスタイルズと再び結託。更に、大阪大会と同日にサウジアラビアで行われる「クラウン・ジュエル」への出場が決定した。この為、予定されていた大阪でのNEVER無差別級選手権は中止となった。

#### 2023年
1月4日、新日本プロレス東京ドーム大会にて、タマ・トンガとNEVER無差別級選手権を行い敗戦。

## 得意技
やられっぷりの良さや小気味の良さでその曲者ぶりをいかんなく発揮している。日本では比較的大型選手の類に属するが、その身体能力を活かした軽やかな動きが特徴。極め技や丸め込み技の類はほとんど使用しないが、日本のプロレスに順応する器用さを見せている。

### フィニッシュ・ホールド

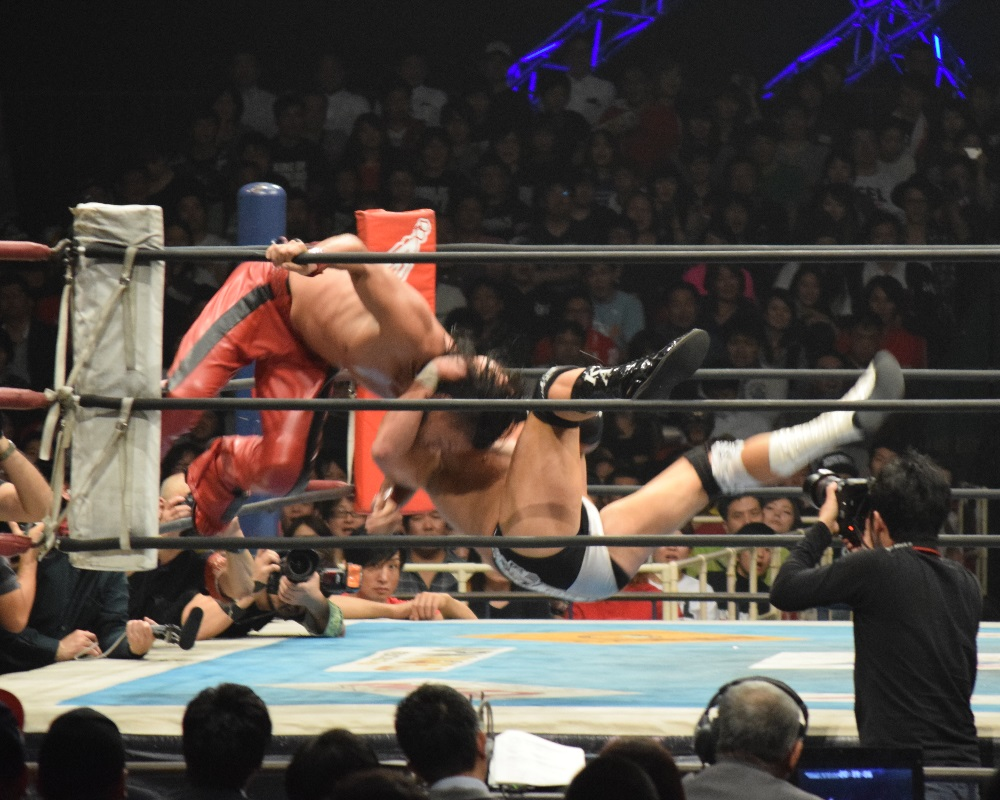
ガン・スタン
新日本所属時代でのフィニッシュ・ホールド。初期型は飛び付き式のスタナーであったが、徐々にエース・クラッシャー（新型）、ダイヤモンド・カッターの形へと変化を遂げて今に至る。
相手の死角に回り込んでから仕掛けにいく型が主だが、ロープワークの攻防から相手が走りこんで来たところを見計らって放つカウンター式やトップコーナー上から飛び込んで来る相手に対するキャッチ式なども存在しており、その汎用性に優れている。ランディ・オートンと類似のモーションで仕掛けており、両手でクラッチするRKOとも言える。WWE移籍以降は、オートンが同型の技を使用しているため封印。ただし、日本公演に限りファンサービスの一環として解禁している。
リバース・ガン・スタン
スタンド状態の相手と背中合わせになりながら相手の首を両手で捉え、勢いよくマットに背中から倒れ込んで相手の後頭部や背中をマットに叩きつける。繋ぎ技の扱い。
上記、通常のガン・スタンを正調ガン・スタンと表現するなどの程度にとどまり、今のところ明確な区別はされていない。
ダイビング・リバース・ガン・スタン
ガン・スタンの別バージョンとして、コーナーポスト最上段から勢いよくジャンプし、空中で相手の首を両手で捉えながらマットに叩きつける「ダイビング・リバース・ガン・スタン」を使用。こちらも繋ぎ技の扱いでフィニッシュとなることは少ない。
上記、リバース式より使用時期は早いが、こちらは初期よりネック・ブリーカーの形で仕掛けている。
スピニング・ガン・スタン
ファイヤーマンズキャリーの体勢から旋回して放つガン・スタン。ハワイアン・スマッシャーとほぼ同型。
ガン・スタン系の技では最後発だが、繋ぎ技の扱いでフィニッシュとなることは少ない。

### 打撃技
ナックルパンチ
バックハンドチョップ
エルボー
ヨーロピアン・アッパー・カット
アンダーソンが試合を組み立てる上で頻繁に使用する技。逆水平チョップと交互に打つことも多い。
ロケット・キック
ランニング・シングルレッグ・ドロップキック。
主にカウンターで使用する。
ランニングしながらジャンプと同時に片足で相手の顔面を打ち抜くシングル・ドロップ・キック。高々とジャンプするのではなく、自身がランニングの勢いを着けて体重を掛けて相手の顔面を蹴りつけるため、破壊力は抜群。
バイシクル・キック
二段蹴り。
エプロン際での攻防では二段蹴りの形が、自らが走り込んで仕掛ける場合はドロップキックの形が多い。
ニー・ドロップ
ダウンした相手の顔面に3連発で仕掛けることが多い。
3発目はニーパッドをずらしてむき出しにした膝でジャンピング・ニー・ドロップを放つのが特徴。
ゼロ戦キック
カウンター式、串刺し式、コーナーに登っている相手に対して、ヴァン・ダミネーターのようにイスごと蹴り飛ばすなどバリエーションは多い。
現在では主にカウンター式で使用されている。

### 投げ技
デスバレーボム
米国団体に参戦していた時期に使用していた。
新日本に移籍してガン・スタンをフィニッシュ・ホールドとしてからは使用していない。
スティーン・ブレーカー
ROHからWWEへ移籍したケビン・スティーンの技。初披露時には、Thank you,Kevin steen!!と叫び、繰り出した。
スピニング・スパイン・バスター
主にカウンターで使用。アーン・アンダーソンが得意とする型に近い。
まれに自らが走り込んで仕掛け、そのままフォールに入ることもある。
ランニング・ジャンピング・パワーボム
相手を抱え上げてから助走をつけて放つシットダウン式パワーボム。獣神サンダー・ライガーのサンダー・ライガー・ボムとほぼ同型。
場外の鉄柵に投げっぱなし式で放つこともある。
バーナードライバー
BAD INTENTIONSとしてタッグを結成したジャイアント・バーナードのフィニッシュ・ホールドで所謂、リバース・パイルドライバー。
バーナードが新日本を離脱したのを機に使い始め、アンダーソンの場合は、ガン・スタンへの繋ぎ技として使用する。

### 飛び技
セントーン
跳躍時に足をバタつかせながら落下する独特のフォームで放つ。
仕掛ける以前にエアマシンガンで相手を打ち抜く動作を見せつけてからロープへ走り「○○（対戦相手）、ゴメンナサ〜イ」と日本語で叫びながら放つのが定番となっている。
トペ・コンヒーロ
トップロープ上を飛び越して相手に向かっていくノータッチ式を使用。

### やられ技
バーナードとのタッグをアンダーソンがコントロールしているという見方が強まった時期からあまり見られることはなくなり、シングルプレイヤーとして活動するようになってからはほとんど見せていない。
コーナーへの股間打ちつけ
相手を対角コーナーにハンマースルーした後に串刺し攻撃を狙うもそれを回避され、コーナーポストへ抱き付くように股間を強打する。
このさい「アァー!」と甲高い裏声で悲鳴を上げるのが特徴的。
場外へ放り出される
勢いよく相手のもとへ走り出すも、相手に頭を掴まれ放り投げられる。
上記同様、悲鳴を上げることもしばしば見られる。
返り討ち
タッグマッチなどで待機中に、不意にパートナーの背中または肩を叩いてやる気満々で相手に挑むも、逆に返り討ちにあう。
この後パートナーにタッチを求めるも、無視されることが定番だった。
なお、返り討ちにされる方法はほとんどが中西学の逆水平チョップである。

### 合体技

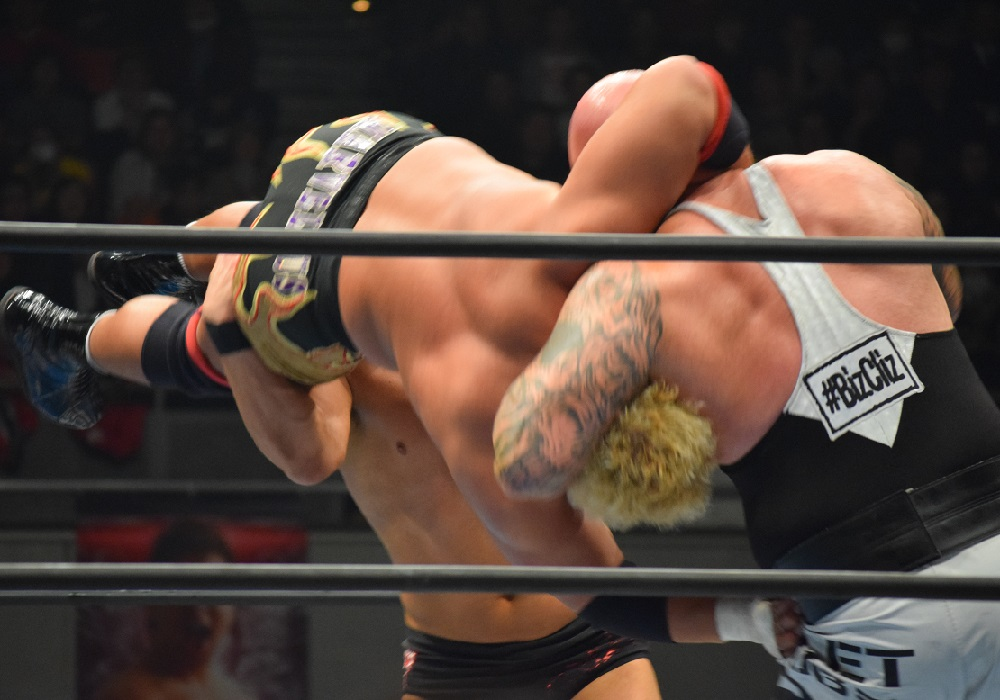
マジックキラー
ドク・ギャローズが相手をブレーンバスターで抱え上げてアンダーソンの肩に相手の足を乗せつけ、タイミングよく2人同時にひねりを加えながら倒れ込み相手をマットに叩きつける。ラ・レジスタンスのオール・ボワールと同型。
この技でG1 TAG LEAGUEを制覇するなど、同タッグではフィニッシュに多数用いられた。
後藤洋央紀とのタッグ「SWORD&GUNS」でも使用。ドク・ギャローズとのBULLET CLUBタッグでは、再びフィニッシャーとして用いられている。
ブーツ・オブ・ドゥーム
ルーク・ギャローズがファイヤーマンズ・キャリーの体勢で抱え上げた相手へ自身がジャンピング・フロント・ハイキックを仕掛け、その勢いでバックフリップへ移行する。

## 入場曲
Emergence
Devil In Your Six
Omen in the Sky
WWE所属以降の入場曲。2016年4月 - 現在まで使用。
The Machine Gun
2012年8月 - 2016年2月まで使用。
2013年8月からは別バージョンとなる「The Machine Gun Ver．2」を使用している。
Solace / Triphon
ROH参戦時の入場曲。
Devil's Dance / Metallica
新日本参戦後の入場曲。2008年3月 - 2012年7月まで使用。

## タイトル歴
WWE

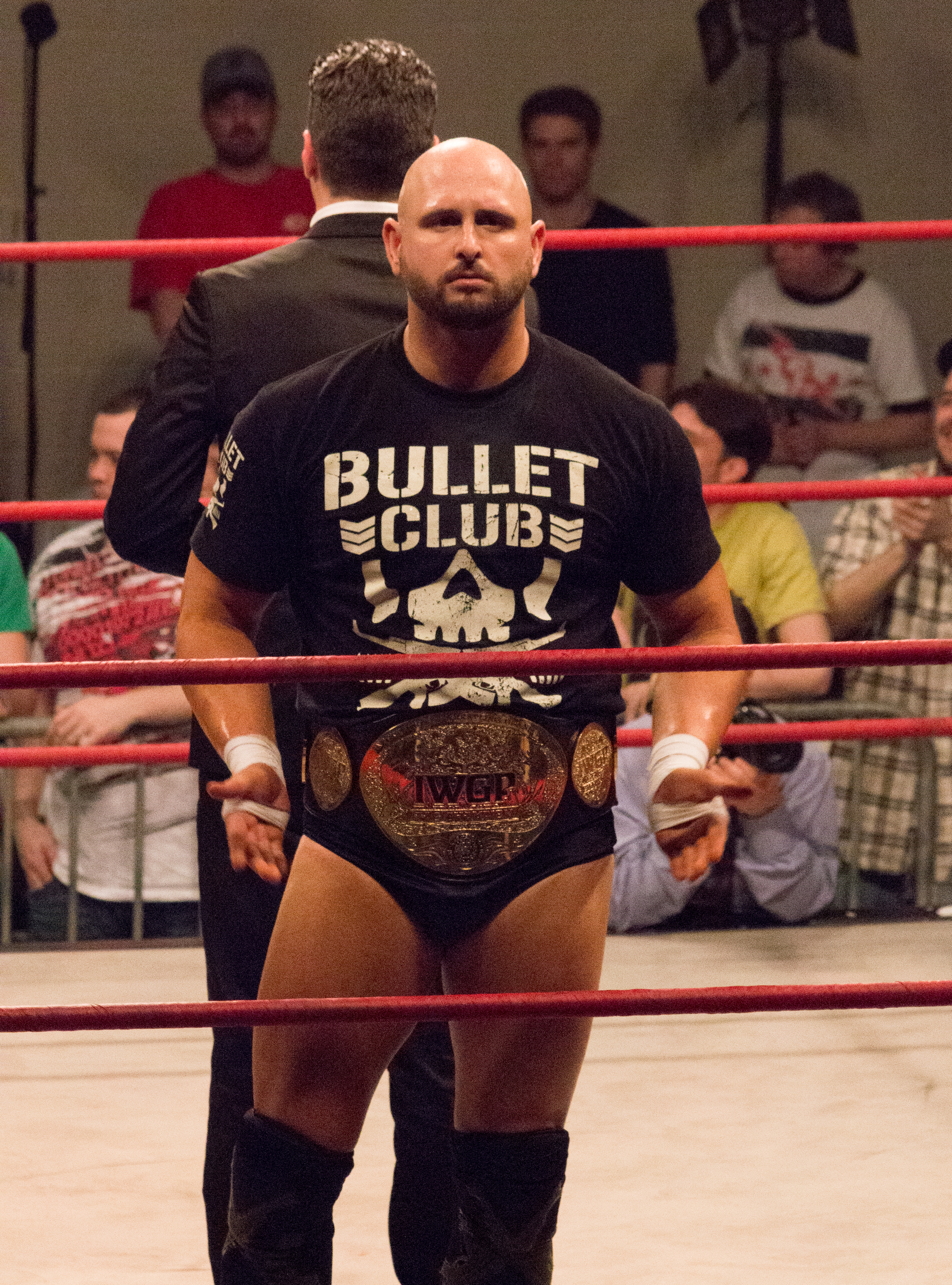
IWGPタッグ王座

- ロウタッグ王座 : 2回（w / ルーク・ギャローズ）

インパクト・レスリング
- インパクト・レスリングタッグ王座 : 2回（w / ルーク・ギャローズ）

新日本プロレス
- NEVER無差別級王座（第37代）
- IWGPタッグ王座（第57代, w / ジャイアント・バーナード、第64代・第66代・第68代, w / ドク・ギャローズ）
- G1 TAG LEAGUE 優勝 : 1回（2009年, w / ジャイアント・バーナード）
- WORLD TAG LEAGUE 優勝 : 2回（2012年, w / 後藤洋央紀、2013年, w / ドク・ギャローズ）
- TAG TEAM TURBULENCE 優勝 : 1回（2021年, w / ドク・ギャローズ）

プロレスリング・ノア
- GHCタッグ王座（第22代, w / ジャイアント・バーナード）

EWF
- EWFアメリカン王座 : 1回

NWF
- NWFヘビー級王座 : 2回

スタンピード・レスリング
- スタンピード・ブリティッシュコモンウェルスヘビー級王座 : 1回

NWA
- NWA世界タッグチーム王座（w / ジョーイ・ライアン）: 1回
- NWAミッドウェスト ハートランド州ヘビー級王座 : 1回
- NWAUKハンマーロック ブリティッシュコモンウェルスヘビー級王座 : 1回